# Trofeo Agroponiente
El Trofeo Agroponiente es un torneo amistoso de fútbol, organizado cada verano desde el año 2006 por el CD Comarca de Níjar y su principal patrocinador Agroponiente. El actual campeón es la UD Almería tras imponerse al anfitrión por 0-3 en la V Edición del torneo.

## Finales
| Año  | Edición | Campeón                 | Resultado  | Subcampeón                  |
| ---- | ------- | ----------------------- | ---------- | --------------------------- |
| 2007 | I       | CP Ejido                | 2-0        | CD Comarca de Níjar         |
| 2008 | II      | Club Deportivo Roquetas | 2-1        | CD Comarca de Níjar         |
| 2009 | III     | Club Deportivo Roquetas | triangular | CD Comarca de Níjar AD Adra |
| 2010 | IV      | CD Comarca de Níjar     | 1-0        | UD Almería "B"              |
| 2011 | V       | UD Almería              | 1-0        | Comarca de Níjar            |
| 2013 | VI      | CD Comarca de Níjar     | 3-2        | CD Universidad de Almería   |

I Edición: -
II Edición: Comarca de Níjar 0-2 Poli Ejido. Campeón: Poli Ejido.
III Edición: Triangular entre el CD Roquetas, la AD Adra y el conjunto anfitrión del torneo. Se proclama campeón el Club Deportivo Roquetas tras ganar al Comarca de Níjar por 1-0 y empatar ante el Adra 1-1, empatando a 0 estos dos últimos.
IV Edición: Comarca de Níjar 1-0 UD Almería "B". Campeón: CD Comarca de Níjar.
V Edición: Comarca de Níjar 0-3 UD Almería. Campeón: UD Almería.

## Palmarés
| Club                    | Títulos | Años       |
| ----------------------- | ------- | ---------- |
| CD Comarca de Níjar     | 2       | 2010, 2013 |
| Club Deportivo Roquetas | 2       | 2008, 2009 |
| CP Ejido                | 1       | 2011       |
| UD Almería              | 1       | 2014       |